# 田沼站
田沼站（日语：／ Tanuma eki */?）是日本栃木縣佐野市栃本町的東武鐵道佐野線車站。車站編號TI 37。特急「兩毛」停車站。

## 歷史
- 1894年（明治27年）3月20日 - 開業。

## 車站構造
本站是島式月台1面2線地面車站。站房在線路西側，有地下道通往月台。

### 月台配置
| 月台 | 路線   | 方向 | 目的地   |
| ---- | ------ | ---- | -------- |
| 1    | 佐野線 | 下行 | 葛生方向 |
| 2    | 佐野線 | 上行 | 館林方向 |

## 使用情況
2017年度1日平均上下車人次為965人。在簡易委託站中次於吉水站。
近年1日平均上下車人次變化如下表｡
| 年度               | 1日平均 上下車人次 |
| ------------------ | ------------------ |
| 2001年（平成13年） | 1,424              |
| 2002年（平成14年） | 1,385              |
| 2003年（平成15年） | 1,379              |
| 2004年（平成16年） | 1,270              |
| 2005年（平成17年） | 1,189              |
| 2006年（平成18年） | 1,120              |
| 2007年（平成19年） | 1,114              |
| 2008年（平成20年） | 1,102              |
| 2009年（平成21年） | 1,041              |
| 2010年（平成22年） | 977                |
| 2011年（平成23年） | 926                |
| 2012年（平成24年） | 923                |
| 2013年（平成25年） | 974                |
| 2014年（平成26年） | 962                |
| 2015年（平成27年） | 1,010              |
| 2016年（平成28年） | 990                |
| 2017年（平成29年） | 965                |

## 車站周邊
車站北側圓環附近有日本列島中心之町紀念碑。
- 佐野市役所田沼廳舍
- 佐野市立田沼圖書館
- 田沼體育館（アリーナたぬま）
- 佐野市民醫院（日语：佐野市民病院）
- 田沼郵便局
- 唐澤山神社（日语：唐沢山神社）
- 一瓶塚稻荷神社

## 巴士路線
- 生活路線巴士「さーのって號」
  - 田沼葛生線
    - 葛生站南巴士回轉場 - 角町 - 正中田沼（日语：道の駅どまんなか たぬま） - 佐野站

## 外部連結
- 田沼（車站資訊） - 東武鐵道